# Reitgar
Das Reitgar (auch als „Tiefes Reitgar“ oder „Tiefes Reitgaar“ bezeichnet) ist ein kleiner hufeisenförmiger natürlicher See in der ehemaligen Gemeinde Grasdorf, heute Stadt Neuenhaus, im Landkreis Grafschaft Bentheim, in der Nähe der niederländischen Grenze im Westen des Bundeslandes Niedersachsen gelegen.
Um das Gewässer rankt sich eine düstere, alte Sage, die von einer hier zur Raubritterzeit versunkenen Burg handelt.
Der damalige Burgherr soll sich durch ganz besondere Grausamkeit ausgezeichnet haben. Er beraubte die durchreisenden Händler sowie die ansässigen friedlichen Bauern, setzte sie gefangen und ließ sie dann in seinem dunklen Burgverlies elendig an Hunger und Durst zugrunde gehen. Seine Tochter litt sehr unter der Habgier und der gnadenlosen Gewalttätigkeit ihres Vaters, sie versuchte auch vergeblich, das Leiden und den Schmerz seiner armen Opfer durch heimliche Zuwendung von Nahrung und warmen Decken zu mildern. Sie bat ihren Vater immer wieder inständig, doch von seinen barbarische Untaten zu lassen. Der herzlose Raubritter verlachte sie deswegen und führte seine brutalen Plündereien unverdrossen weiter fort. Die darüber verzweifelte junge Frau flüchtete sich in ihrer Not ins Gebet und bat Gott hierbei eines Tages inständig, falls es nun wirklich keine andere Lösungsmöglichkeit gäbe, möge er doch die ganze Burg vom Erdboden verschwinden lassen. Genau dies geschah dann auch, über Nacht bildete sich urplötzlich eine übermächtige Flutwelle am Reitgar und verschlang das komplette Bollwerk mitsamt dem Ritter, seiner Knappen und sonstigen Helfershelfer.
Der Sage nach soll früh morgens „vor Tau und Tag“ an Himmelfahrt aus der dunklen Tiefe des Sees immer noch das Läuten der Glocken der ehemaligen Burgkapelle zu hören sein.
Die Mär wurde von den Heimatdichtern Karl Sauvagerd (1906–1992), Lucie Rakers, Erika Lichte und Heinrich Specht aufgenommen und in Gedichten und Erzählungen auf „plattdeutsch“ literarisch aufgearbeitet.
Nach Ansicht des Heimatforschers Ludwig Edel hat die „Sage vom Reitgaar“ sogar einen realen Hintergrund. Ein Rentmeister des Grafen von Bentheim hatte sich um 1735 ein steinernes Häuschen am Reitgar errichtet, das von seinen Neidern im Jahr danach in einer nächtlichen Aktion zerstört wurde.

„Nur ein paar Steinbrocken erinnern noch heute an das so jämmerlich zerstörte Lusthaus des Rentmeisters und nähren immer noch die Sage von der Burg, die hier gestanden und auf geheimnisvolle Weise im tiefen Teich versunken ist.“

Die überlieferte Sage wird auch heute noch im Rahmen der Heimatkunde an der Grundschule in Neuenhaus behandelt.